# Ogyges tzutuhili
Ogyges tzutuhili là một loài bọ cánh cứng trong họ Passalidae. Loài này được Schuster & Reyes-Castillo miêu tả khoa học năm 1990.